# Distrito de Parthenay
El distrito de Parthenay es un distrito (en francés arrondissement) de Francia, que se localiza en el departamento de Deux-Sèvres, de la región de Poitou-Charentes. Cuenta con 8 cantones y 77 comunas.

## División territorial

### Cantones
Los cantones del distrito de Parthenay son:
1. Cantón de Airvault
2. Cantón de Mazières-en-Gâtine
3. Cantón de Ménigoute
4. Cantón de Moncoutant
5. Cantón de Parthenay
6. Cantón de Saint-Loup-Lamairé
7. Cantón de Secondigny
8. Cantón de Thénezay

El distrito corresponde aproximadamente a la zona conocida como Gâtine de Vandea (en idioma francés Gâtine vendéenne), lo que justifica la abundancia del término en los topónimos de la zona (Mazières-en-Gâtine, La Boissière-en-Gâtine, Vernoux-en-Gâtine, Saint-Paul-en-Gâtine). El origen del mismo es probablemente la palabra medieval gattine que viene de terre gâtée (tierra estropeada) y que designaba generalmente zonas boscosas en las que los árboles habían sido cortados.

### Comunas
| 1. L'Absie (79001)                    | 2. Adilly (79002)                          | 3. Airvault (79005)                | 4. Allonne (79007)                    |
| 5. Amailloux (79008)                  | 6. Assais-les-Jumeaux (79016)              | 7. Aubigny (79019)                 | 8. Availles-Thouarsais (79022)        |
| 9. Azay-sur-Thouet (79025)            | 10. Beaulieu-sous-Parthenay (79029)        | 11. La Boissière-en-Gâtine (79040) | 12. Boussais (79047)                  |
| 13. Le Breuil-Bernard (79051)         | 14. Chantecorps (79068)                    | 15. Chanteloup (79069)             | 16. La Chapelle-Bertrand (79071)      |
| 17. La Chapelle-Saint-Laurent (79076) | 18. La Chapelle-Saint-Étienne (79075)      | 19. Le Chillou (79089)             | 20. Châtillon-sur-Thouet (79080)      |
| 21. Clavé (79092)                     | 22. Clessé (79094)                         | 23. Coutières (79105)              | 24. Doux (79108)                      |
| 25. La Ferrière-en-Parthenay (79120)  | 26. Fomperron (79121)                      | 27. Les Forges (79124)             | 28. Fénery (79118)                    |
| 29. Gourgé (79135)                    | 30. Les Groseillers (79139)                | 31. Irais (79141)                  | 32. Lageon (79145)                    |
| 33. Largeasse (79147)                 | 34. Lhoumois (79149)                       | 35. Louin (79156)                  | 36. Maisontiers (79165)               |
| 37. Marnes (79167)                    | 38. Mazières-en-Gâtine (79172)             | 39. Moncoutant (79179)             | 40. Moutiers-sous-Chantemerle (79188) |
| 41. Ménigoute (79176)                 | 42. Neuvy-Bouin (79190)                    | 43. Oroux (79197)                  | 44. Parthenay (79202)                 |
| 45. La Peyratte (79208)               | 46. Pompaire (79213)                       | 47. Pougne-Hérisson (79215)        | 48. Pressigny (79218)                 |
| 49. Pugny (79222)                     | 50. Reffannes (79225)                      | 51. Le Retail (79226)              | 52. Saint-Aubin-le-Cloud (79239)      |
| 53. Saint-Georges-de-Noisné (79253)   | 54. Saint-Germain-de-Longue-Chaume (79255) | 55. Saint-Germier (79256)          | 56. Saint-Généroux (79252)            |
| 57. Saint-Jouin-de-Marnes (79260)     | 58. Saint-Lin (79267)                      | 59. Saint-Loup-Lamairé (79268)     | 60. Saint-Marc-la-Lande (79271)       |
| 61. Saint-Martin-du-Fouilloux (79278) | 62. Saint-Pardoux (79285)                  | 63. Saint-Paul-en-Gâtine (79286)   | 64. Saurais (79306)                   |
| 65. Secondigny (79311)                | 66. Soutiers (79318)                       | 67. Le Tallud (79322)              | 68. Tessonnière (79325)               |
| 69. Thénezay (79326)                  | 70. Trayes (79332)                         | 71. Vasles (79339)                 | 72. Vausseroux (79340)                |
| 73. Vautebis (79341)                  | 74. Vernoux-en-Gâtine (79342)              | 75. Verruyes (79345)               | 76. Viennay (79347)                   |
| 77. Vouhé (79354)                     |                                            |                                    |                                       |